# Glaresis franzi
Glaresis franzi is een keversoort uit de familie Glaresidae. De wetenschappelijke naam van de soort is voor het eerst geldig gepubliceerd in 1981 door Paulian.